# Éder Aleixo
Éder Aleixo de Assis (Vespasiano, 25 de maio de 1957) é um ex-futebolista brasileiro que atuava como ponta-esquerda. Com passagens destacadas pelo Grêmio no final dos anos 1970, e pelo Atlético Mineiro nos anos 1980, representou a Seleção Brasileira na Copa do Mundo de 1982.

## Carreira
Revelado pelo América Mineiro, iniciou sua carreira nas categorias de base do Coelho em 1973, atuando como ponta-esquerda.
Após se transferir para o Grêmio em 1977, onde conquistou duas edições do Campeonato Gaúcho (1977 e 1979), foi comprado por um dos rivais do América, o Atlético Mineiro, em 1979.
Lá permaneceu a maior parte de sua carreira, e lhe rendeu convocações para a Seleção Brasileira durante muitos anos. Foram quatro passagens pelo Atlético, sendo que a mais conhecida durou entre 1979 e 1985, conquistando cinco Campeonatos Mineiros (1980, 1981, 1982, 1983 e 1985) e o Torneio de Paris de Futebol em 1982. Éder ainda receberia a Bola de Prata do Campeonato Brasileiro em 1983.
Voltaria ao Atlético em 1989, após uma frustrada passagem pelo futebol turco, onde jogou por Malatyaspor e Fenerbahçe. Conquistaria apenas o Troféu Ramón de Carranza de 1990.
Antes, havia passado por Inter de Limeira, Palmeiras, Santos, Sport, Botafogo, Atlético Paranaense e  Cerro Porteño, também sem destaque.
Na reta final de sua carreira, Éder passaria novamente pelo Atlético Paranaense, em 1991, e pelo União São João, onde jogaria até 1992. Teve ainda uma curta e surpreendente passagem pelo Cruzeiro, em 1993, onde conquistaria sua única Copa do Brasil. Defenderia o Atlético pela última vez entre 1994 e 1995, ano em que voltaria a vestir a camisa do União São João, atuando pelo clube paulista até 1996.
Jogaria ainda por alguns meses no Conquista e no Gama, antes de permanecer o restante do ano parado. No "mata-mata" do Campeonato Mineiro de 1997, o "Bomba" (apelido que ganhou em função de seus chutes fortes com o pé esquerdo) foi contratado pelo Montes Claros, aos 39 anos de idade, mas sua experiência não foi suficiente para que o clube do norte mineiro superasse o Cruzeiro, que venceu as duas partidas. Éder encerrou a carreira pouco depois.
Após se aposentar, passou a trabalhar como empresário e comentarista esportivo na TV Globo, em Minas Gerais, e também inaugurou várias escolinhas de futebol. Chegou a trabalhar como diretor de futebol do Atlético até 2004. No total pelo Galo, o jogador atuou em 368 partidas e marcou 122 gols.

## Seleção Brasileira
Éder Aleixo disputou 52 partidas (cinco não oficiais) pela Seleção Brasileira entre 1979 e 1986. Convocado por Telê Santana, atuou na Copa do Mundo de 1982, realizada na Espanha. Titular na estreia brasileira no dia 14 de junho, o atacante fez valer o apelido de Canhão (seu chute era considerado muito potente) e marcou um belo gol contra a União Soviética. Aos 43 minutos do segundo tempo, depois que Falcão deixou a bola passar entre as pernas, Éder ajeitou com o pé esquerdo e soltou uma bomba a 25 metros de distância. Rinat Dasayev, goleiro soviético e considerado um dos melhores da posição na época, sequer se moveu.
Também nesse mundial, o jogador foi acusado por alguns de ganhar dinheiro para correr em direção a uma determinada placa de propaganda quando comemorasse seus gols, o que o teria levado a não passar bolas para companheiros mais bem colocados, na ambição mais de dinheiro que pelos gols.
Sua presença na Copa do Mundo de 1986 era quase certa, uma vez que o técnico Evaristo de Macedo bancou Éder no elenco titular. A última partida do jogador foi contra o Peru, em abril. O Bomba deu um soco no rosto do lateral peruano Castro e foi expulso pelo árbitro Arnaldo Cezar Coelho. Foi a pá-de-cal para a carreira internacional de Éder, que não foi mais convocado.

## Projeto Galo Forte
O Atlético Mineiro criou o Projeto "Galo Forte" em janeiro de 2018, com o objetivo de trazer mais ajuda na base atleticana, e nomeou Éder Aleixo como coordenador. Essa criação permitiu a observação de todas as camadas jovens do clube, passando a ajudar no trabalho de montagem e observação de jogadores.

## Títulos
Grêmio
- Campeonato Gaúcho: 1977 e 1979

Atlético Mineiro
- Campeonato Mineiro: 1980, 1981, 1982, 1983, 1985, 1989 e 1995
- Campeão do Troféu Brasília 21 anos: 1981
- Torneio de Paris (França): 1982
- Torneio de Bilbao (Espanha): 1982
- Torneio de Berna de 1983 (Suíça): 1983
- Taça Tancredo Neves: 1983
- Torneio de Amsterdã: 1984
- Taça 40 anos do Sindicato dos Jornalistas: 1985
- Troféu Sérgio Ferrara: 1985
- Troféu Ramón de Carranza (Espanha): 1990

Cruzeiro
- Copa do Brasil: 1993

Seleção Brasileira
- Taça da Inglaterra: 1981
- Taça da França: 1981

### Prêmios individuais
- Revelação do Campeonato Brasileiro: 1980
- Equipe Fair Play da Copa do Mundo FIFA: 1982
- Bola de Prata do Campeonato Brasileiro: 1983[7]
- 3º Melhor Futebolista Sul-Americano do Ano: 1983

### Recordes
- Participou da goleada histórica do Atlético em cima da Seleção da Colômbia por 6–1, no Mineirão, dando um verdadeiro show com suas bombas, sendo um dos heróis do massacre. Essa apresentação foi só uma das que deixaram Telê Santana convicto de que Éder deveria figurar entre os craques da Seleção Brasileira na Copa do Mundo de 1982.
- Fez parte do "Galo Hexa", maior sequência já alcançada em Minas Gerais na Era Profissional.